# Laura Hopmann

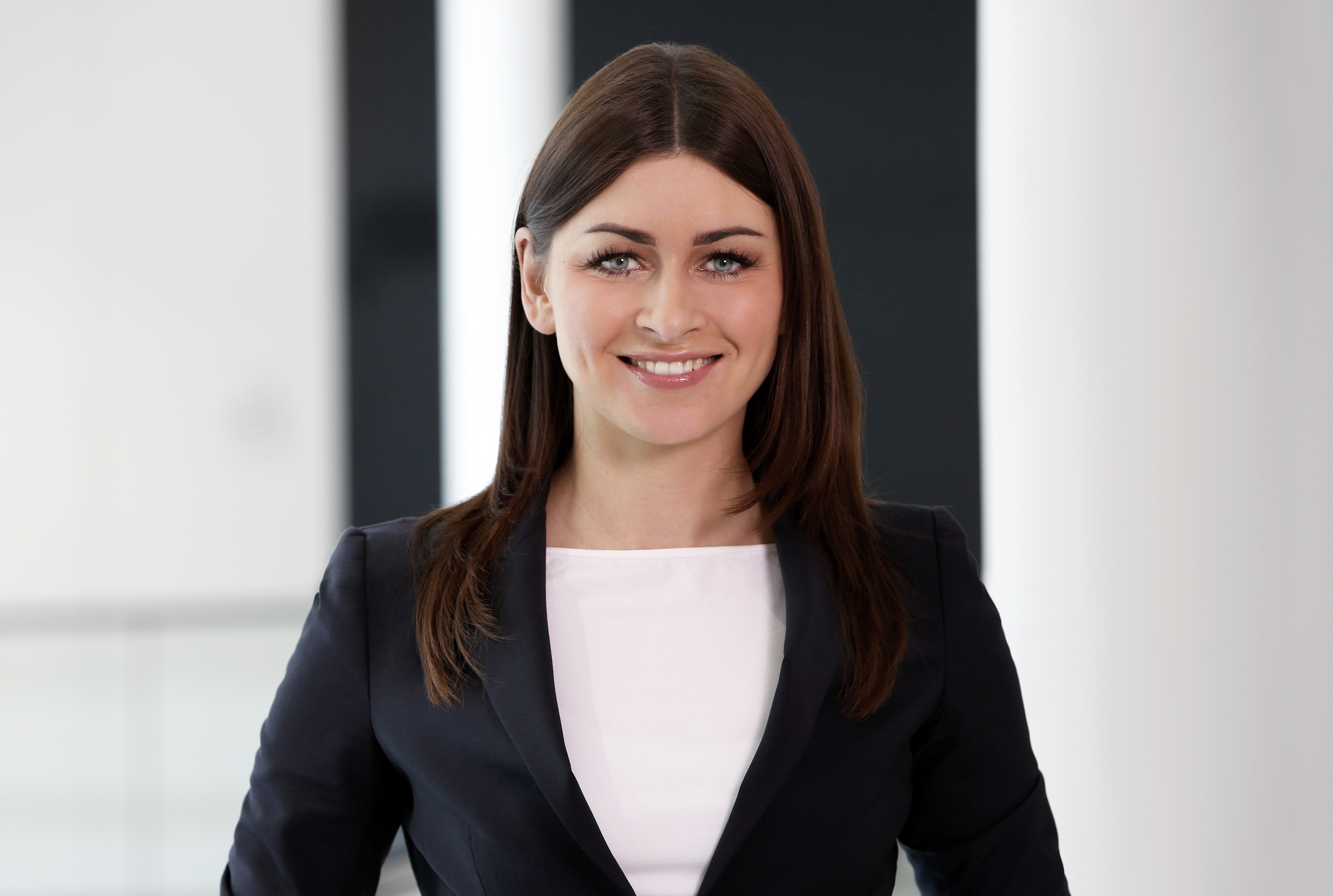
Laura Hopmann

Laura Hopmann (* 30. Dezember 1989 in Hildesheim als Laura Rebuschat) ist eine deutsche Politikerin der Christlich Demokratischen Union Deutschlands und seit dem 14. November 2017 Abgeordnete des niedersächsischen Landtages.

## Leben
Laura Hopmann wuchs in Hildesheim auf. Nach dem Abitur an der Marienschule absolvierte sie das Studium der Politikwissenschaften in Göttingen, Hannover und Salamanca (Spanien). Sie war als parlamentarische Mitarbeiterin für Karsten Heineking und Jan Ahlers tätig. Vor der Wahl in den Landtag war sie u. a. beschäftigt als Business Analyst bei der Robert Bosch GmbH in Brüssel und als Referentin des Oberbürgermeisters der Stadt Hildesheim sowie als hauptamtliche Geschäftsführerin der CDU-Stadtratsfraktion Hildesheim.
Laura Hopmann ist seit 2019 mit Björn Hopmann verheiratet und seit Sommer 2020 Mutter eines Sohnes. Sie ist evangelisch-lutherischer Konfession. Ihr Wohnort ist bei Gronau (Leine) im Despetal.

## Politik
Seit 2010 engagiert sich Hopmann politisch, angefangen über den Ring Christlich-Demokratischer Studenten (RCDS) im studentischen Rat der Leibniz Universität Hannover. Seit 2012 ist sie Mitglied der Jungen Union (JU) und seit 2014 der CDU. Sie ist Mitglied im Ortsverband der CDU Gronau (Leine) und Mitgliederbeauftragte des CDU-Bezirksverbandes Hildesheim-Südniedersachsen. Von 2018 bis 2019 war sie Kreisvorsitzende des neu gegründeten Kreisverbandes der Jungen Union Hildesheim und von 2019 bis 2022 Schatzmeisterin des Verbandes.  Seit November 2021 ist sie Kreisvorsitzende des CDU-Kreisverbandes Hildesheim.
Auf dem Parteitag der CDU 2021 wurde sie erstmals in den CDU-Bundesvorstand gewählt. Dort erlangte sie das viertbeste Wahlergebnis insgesamt und erhielt zudem die meisten Stimmen aller Kandidatinnen. 2022 wurde sie wiedergewählt, zum Parteitag 2024 trat sie nicht wieder an.

### Mandate
Seit 2017 ist Hopmann Mitglied des Niedersächsischen Landtags und sitzt im Ausschuss für Umwelt, Energie, Bauen und Klimaschutz. Bei der Landtagswahl in Niedersachsen 2022 wurde sie wie bereits 2017 erneut über die CDU-Landesliste in den Landtag gewählt. Seitdem ist sie umweltpolitische Sprecherin der CDU-Fraktion.
Seit der Kommunalwahl 2021 sitzt Hopmann zudem im Kreistag des Landkreises Hildesheim.